# Oxycopis
Oxycopis es un género de coleóptero de la familia Oedemeridae.

## Especies
Las especies de este género son:
- Oxycopis barberi
- Oxycopis dietrichi
- Oxycopis falli
- Oxycopis floridana
- Oxycopis fuliginosa
- Oxycopis galapagoensis
- Oxycopis howdeni
- Oxycopis mariae
- Oxycopis mcdonaldi
- Oxycopis mimetica
- Oxycopis nigripennis
- Oxycopis notoxoides
- Oxycopis suturalis
- Oxycopis thoracica
- Oxycopis vittata